# Station Sakaisuji-Hommachi
Station Sakaisuji-Hommachi (堺筋本町駅, Sakaisuji-Hommachi-eki) is een metrostation in de wijk Chūō-ku in de Japanse stad Osaka. Het wordt aangedaan door de Chūō-lijn en de Sakaisuji-lijn. De lijnen staan haaks op elkaar, waardoor beide lijnen eigen perrons hebben.

## Lijnen

### Chūō-lijn(stationsnummer C17)
| 1 | ■ Chūō-lijn | richting en Tanimachi Yonchōme, Morinomiya en Nagata |
| 2 | ■ Chūō-lijn | richting Hommachi, Bentenchō en Cosmosquare          |

### Sakaisuji-lijn(stationsnummer K15)
| 1 | ■ Sakaisuji-lijn | richting Nippombashi en Tengachaya                                                                       |
| 2 | ■ Sakaisuji-lijn | richting Tenjimbashisuji Rokuchōme via de Hankyu Senri-lijn richting: Awaji, Kita-Senri en Takatsuki-shi |

## Geschiedenis
Het station werd in 1969 geopend.

## Overig openbaar vervoer
Bus 105

## Stationsomgeving
- Hoofdkantoor van Teijin
- Risona Bank
- Kantoor van Marubeni
- Kantoor van Original Engineering
- Poplar
- Lawson
- 7-Eleven
- Sunkus
- AM/PM
- Circle K
- Mydome Oska (conferentiecentrum)
- Hanshin-autosnelweg 13